# Epiblastus
Epiblastus is een klein geslacht met 15 tot 22 soorten orchideeën uit de onderfamilie Epidendroideae.
Het zijn grote, epifytische of terrestrische orchideeën uit Nieuw-Guinea en de omliggende eilanden, gekenmerkt door trossen kleine, rode of oranje wasachtige bloemen.

## Kenmerken
Epiblastus-soorten zijn over het algemeen grote epifytische of terrestrische planten met hangende of staande, afgeplat-cilindrische pseudobulben en één lijnvormig, afgeknot en aan de basis dubbelgevouwen blad. De bloeiwijze is een door de bladvoet omgeven korte, slanke tros met een tiental kleine, rode of oranje, wasachtige bloemen.

## Habitat en verspreiding
Epiblastus-soorten groeien op boomstronken of op de bosbodem, in vochtige, schaduwrijke mossige montane loofwouden, voornamelijk in Nieuw-Guinea en op de eilanden van het zuidwesten van de Stille Oceaan.

## Taxonomie
Het geslacht telt naargelang de bron 15 tot 22 soorten. De typesoort is Epiblastus ornithidioides.

### Soortenlijst
- Epiblastus accretus J.J.Sm. (1934)
- Epiblastus acuminatus Schltr. (1911)
- Epiblastus angustifolius Schltr. (1919)
- Epiblastus auriculatus Schltr. (1912)
- Epiblastus basalis Schltr. (1911)
- Epiblastus buruensis J.J.Sm. (1928)
- Epiblastus chimbuensis P.Royen (1979)
- Epiblastus cuneatus J.J.Sm. (1908)
- Epiblastus kerigomnensis P.Royen (1979)
- Epiblastus lancipetalus Schltr. (1911)
- Epiblastus masarangicus (Kraenzl.) Schltr. (1911)
- Epiblastus merrillii L.O.Williams (1940)
- Epiblastus montihageni P.Royen (1979)
- Epiblastus neohibernicus Schltr. (1911)
- Epiblastus ornithidioides Schltr. (1905)
- Epiblastus pteroglotta Gilli (1980 publ. 1983)
- Epiblastus pulchellus Schltr. (1911)
- Epiblastus pullei J.J.Sm. (1914)
- Epiblastus schultzei Schltr. (1922)
- Epiblastus sciadanthus (F.Muell.) Schltr. (1905)
- Epiblastus torricellensis Schltr. (1911)
- Epiblastus tuberculatus R.S.Rogers (1925)